# Kaatsi
Kaatsi – wieś w Estonii, w prowincji Tartu, w gminie Kambja.